# Johann Böschenstein

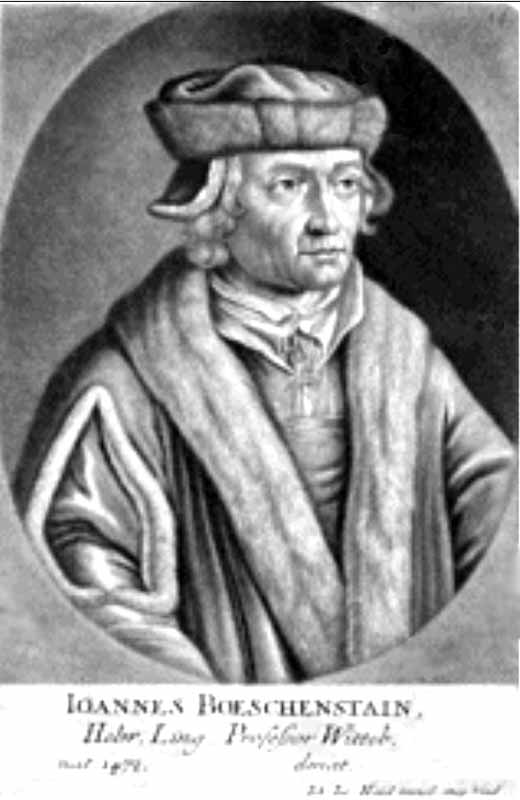
Johann Böschenstein (kopparstick)

Johann Böschenstein (även Johannes Böschenstain och Ioannes Boeschenstain), född 1472 i Esslingen am Neckar, död 1540 i Nördlingen var en tysk lingvist (hebreiska), psalmdiktare och matematiker. Han prästvigdes 1494.